# Dmuchowo
Dmuchowo – osada w Polsce położona w województwie pomorskim, w powiecie puckim, w gminie Krokowa.